# Edward Allen (homme politique canadien)
Pour les articles homonymes, voir Edward Allen et Allen.
Edward Ned Allen (c. 1829-31 mars 1890) est un homme politique canadien de la Colombie-Britannique. Il est député provincial indépendant de la circonscription britanno-colombienne de Lillooet de 1882 jusqu'à son décès en 1890.

## Biographie
Né à Nottingham dans les Midlands en Angleterre, Allen se forme lui-même. En 1867, il s'établit dans une maison relais, propriété de William H. Kay et localisé sur la route Cariboo dans la colonie de la Colombie-Britannique. Un jour, alors qu'Allen croyait qu'une partie du tracée de la route se trouvait sur l'immeuble, il commence le détruire avec une hache. Alors que Kay tente de l'empêcher, il est presque tué lors de l'altercation. Allen sera alors condamné à un an de prison pénitencier de New Westminster (en). Il sert comme assesseur et collecteur pour le district de Lillooet de 1876 à 1879.
Allen meurt en fonction à Victoria en mars 1890 à l'âge de 61 ans.